# الفن المجري
الفن المجري (بالإنجليزية: Hungarian art) ينبع الفن المجري من فترة الغزو المجري لحوض الكاربات من قبل شعب أرباد في القرن التاسع. قام الأمير أرباد أيضًا بتنظيم الأشخاص الأوائل الذين استقروا في المنطقة.

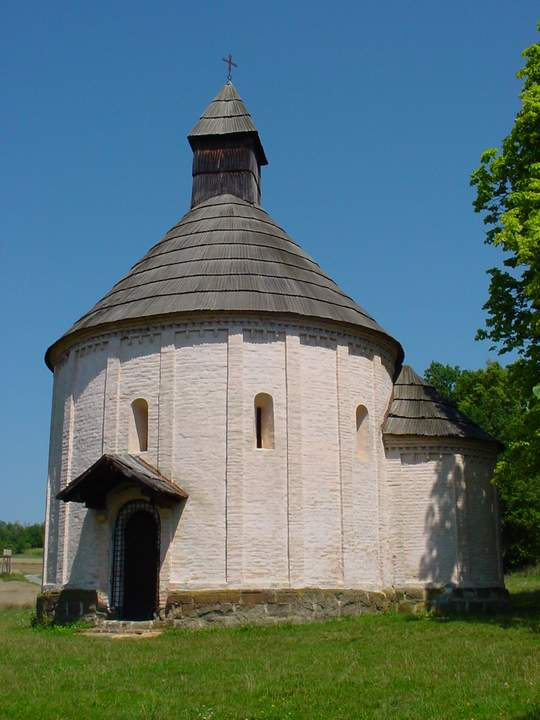
تم تشييد العديد من كنائس القرى الرومانية في المجر على شكل مستدير، كما هو الحال هنا في ناجيتوتلاك.

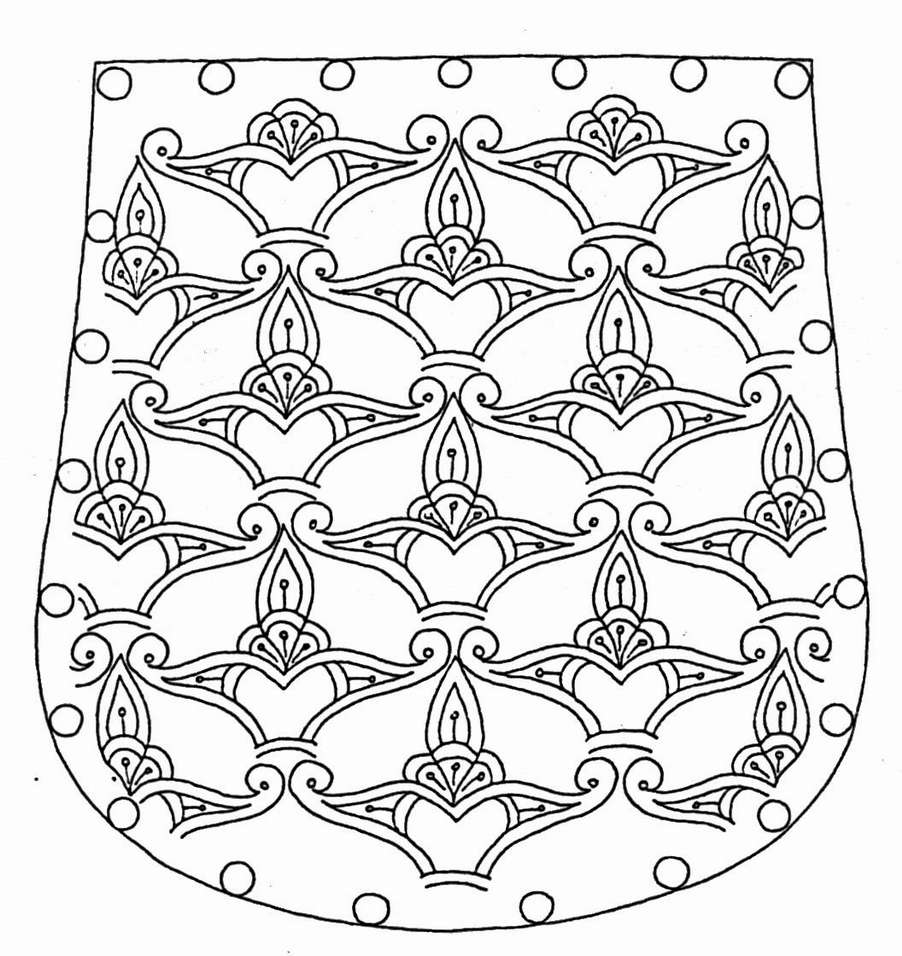
الشكل الزخرفي الأكثر تميزًا هو أسلوب السعفة كما هو الحال في لوحة السابريتاش هذه.

## الفرسان في حوض الكاربات
قبل وصول الأرباديين، قامت عدة شعوب أخرى من الشعوب بتأسيس دول في حوض الكاربات. كانت عاصمة الهون (شيونغنو بالصينية) بودا، والتي سُميت على اسم شقيق الملك أتيلا، على الرغم من أن بريسكوس ريتور، وهو مؤرخ من القرن الخامس وسفير الإمبراطورية البيزنطية، ذكر أن عاصمة الهون كانت في السهول الواقعة بين نهر الدانوب وتيسا. بعد وفاة أتيلا عام 453، أسس اللومبارديون والغبيديون، وبعد ذلك الأفار دولًا هنا (569). هُزمت مملكة الآفار المتأخرة على يد الفرنجة، وتم تعميد الآفار في ترانسدانوبيا. جاء المجريون الأوائل إلى الحوض في أواخر القرن التاسع.

## فن فترة الفتح
استخدم شعب أرباد في القرن التاسع زخارفًا جميلة لتزيين ملابسهم وزخارف خيولهم، وكان الشكل الرئيسي هو السعفة (انظر الرسم التوضيحي أعلاه). ظل هذا النمط مهمًا في المجر من القرن التاسع إلى القرن الحادي عشر، ويمكن العثور على زخارف مماثلة في الفنون الزخرفية المعاصرة في القوقاز وإيران وآسيا الوسطى.

## الفنون في العصر الروماني
نظم أحفاد الأمير أرباد المملكة المجرية في العصور الوسطى. خلال هذه الفترة، أدى الجمع بين الأساليب التي نشأت في الشعوب، مع الأساليب الرومانية الأوروبية، إلى إنتاج تراث غني، مع تشابهات ملحوظة في فن الفايكنج الاسكندنافيين والكلت في أوروبا الغربية. تُعد عباءة تتويج الملك ستيفن (الذي توج عام 1000 بعد الميلاد) مثالًا رائعًا بشكل خاص لهذه الفترة.

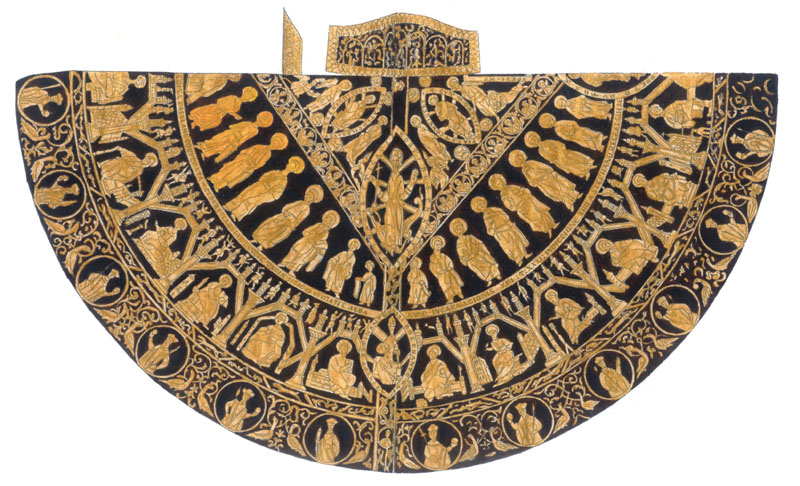
عباءة تتويج المجر من زمن الملك ستيفن الأول ملك المجر ، حكم 1000-1038 م

صرح هذا الملك أن "يجب على 10 قرى بناء كنيسة"، وعلى الرغم من أن العديد من مؤسساته اشتهرت لاحقًا بأشكال جديدة، إلا أنها جميعها تعود إلى قانون ليكس ستيفاني (قانون الملك ستيفين).

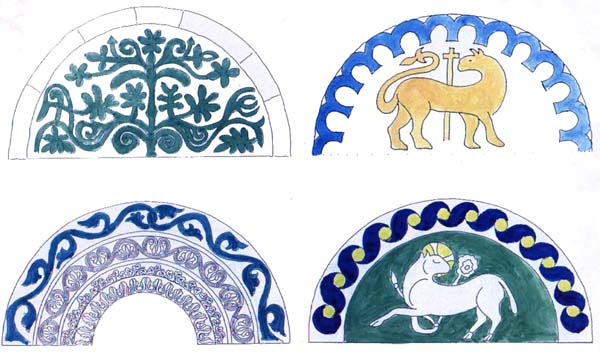
Tympani من كنائس القرية الرومانية في المجر في العصور الوسطى: Monoszló، Domokosfa، Halmágy وقوس Csempeszkopács مع حمل Szeged.

## عمارة الكنيسة والنحت
على الرغم من الدمار الواسع الذي حدث خلال الاحتلال التركي (1526-1686، انظر أدناه)، يمكن العثور على الكنائس الرومانية والمباني الكنسية الأخرى في جميع أنحاء حوض الكاربات. توجد أمثلة رائعة في زيكيسفيرفار، وجيولافيرفار، وإزترغومبانونهالما، بينما لا تزال صالات الجواهر التي تم افتتاحها مؤخرًا في بيكس، وفيزبرم، وإيجر تمثل مثالًا على هذه الفترة. تظهر أيضًا أطلال المنازل الملكية السابقة في Tarnaszentmária وFeldebrő وسكسارد، مع تشابه في الأسلوب مع الهندسة المعمارية المعاصرة من القوقاز.
غالبًا ما تكون الأعمال المنحوتة من العصر الروماني مجزأة. بعد تابان المسيح، وهو نقش مايستاس دوميني من القرن الثاني عشر، يعتبر مثالًا هامًا على تأثير الفن الإيطالي والفرنسي في مملكة المجر.

تمت إجراء عمليات إعادة بناء واسعة النطاق بعد الحروب المنغولية في الفترة من 1241 إلى 1242. نجت العديد من كنائس القرى الجميلة من هذه الفترات، سواء الكنائس المستديرة (Szalonna، Kallósd، Nagytótlak)، وتلك التي لها برج غربي ومدخل جنوبي في Nagybörzsöny، Csempeszkopács، Őriszentpéter، Magyarszecsőd، Litér، Velemér، Zalaháshágy.

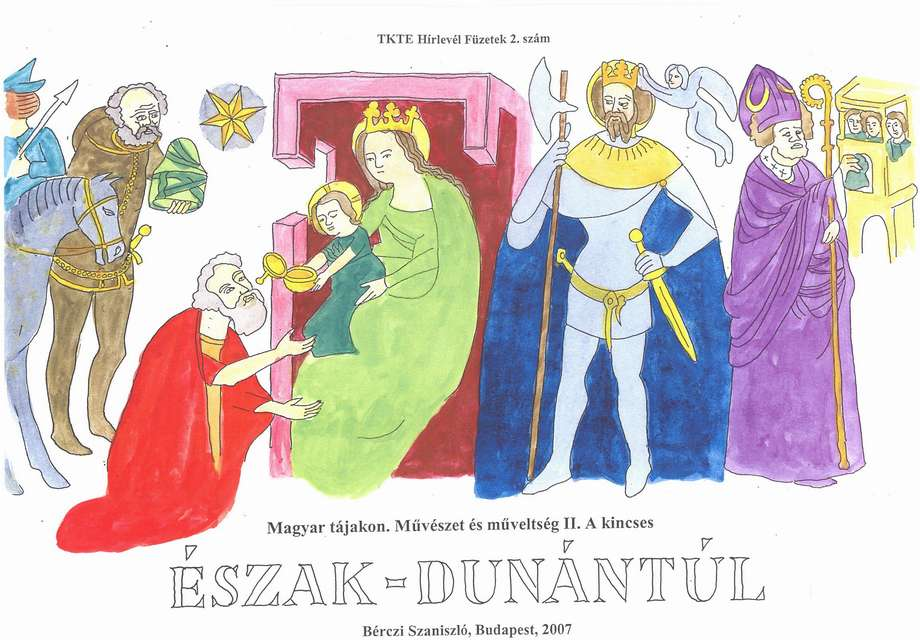
غالبًا ما كانت كنائس القرى الرومانية مزينة بلوحات جدارية خاصة على الجدار الشمالي، كما هو الحال هنا في فيليمير.

## الفن القوطي
وصل الطراز القوطي إلى المجر في أواخر القرن الرابع عشر، واستمر طوال فترات حكم ملوك أنجو ولوكسمبورغ وجاجيلو. قامت مدن التعدين الثرية ببنائها في ساحاتها الرئيسية كما هو الحال في كوشيتسه (كوشيتسه، سلوفاكيا )، وبارتفا (بارديوف، سلوفاكيا)براشوف وسيبيو، وقد بنوا ساحاتهم الرئيسية بهذا الأسلوب، والتي يمكن رؤيتها أيضًا في العديد من الجهات المعاد بناؤها. على سبيل المثال (Garamszentbenedek في سلوفاكيا). تم أيضًا بناء دير ترتيب بولين المدمر الآن في Budaszentlőrinci على هذا النمط.
وكان المهندس المعماري الأكثر شهرة في هذا الوقت János Mester، وهو شقيق الفرنسيسكان. أكبر كنائسه موجودة في سيجد ألسفاروس، في شارع فاركاس، كولوزسفار (كلوج، رومانيا)، وفي نيرباتور. وهي أشهر كنيسة قوطية مجرية على الإطلاق هي كاتدرائية القديسة إليزابيث في كاسا (كوشيتسه، سلوفاكيا).

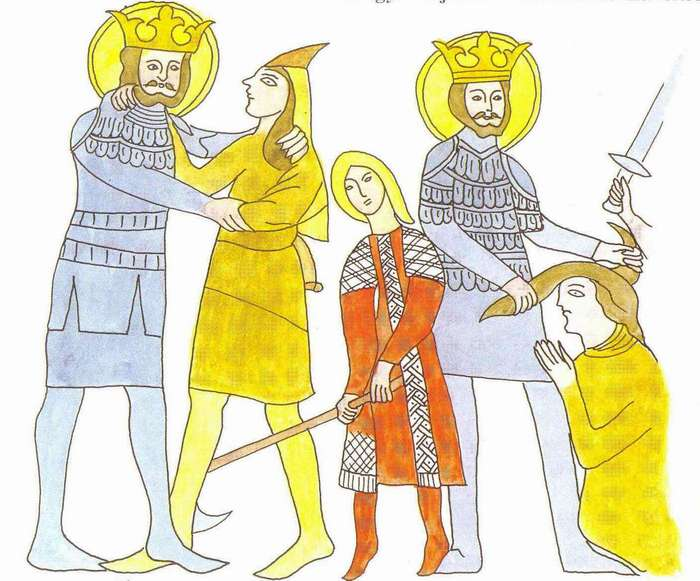
تفاصيل جدارية القديس لاديسلاوس في كنيسة تيريسكي، شمال المجر.

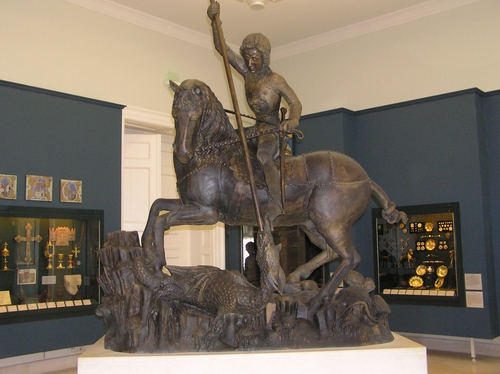
تمثال للفروسية للقديس جورج، من تصميم الأخوين كولوزفاري.

### المنحوتات واللوحات
نشأ التراث الغني للوحات في المجر مع البيوت الملكية في لوكسمبورغ وأنجو، وكلاهما كانا يحترمان الملك السابق لاديسلاوس الأول. (دُفِن كل من سيغيسموند ملك لوكسمبورغ، ملك المجر والإمبراطور الروماني المقدس، ولويس الكبير، ملك المجر وبولندا، في كاتدرائية ناجيفارد بجانب الملك لاديسلاوس) حتى اليوم، بعد العديد من الحروب والكثير من الدمار يوجد حوالي خمسين كنيسة حيث يمكن العثور على جداريات أسطورة القديس لاديسلاوس.

## عصر النهضة

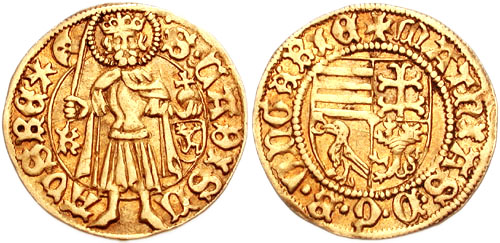

كان لملك المجر ماتياس كورفينوس علاقات وثيقة مع إيطاليا، ويتجلى التأثير الإيطالي بشكل واضح في المجمعات المعمارية التي بنيت خلال فترة حكمه، مثل قصوره في بودا وفي فيسيجراد. أظهر معرض أقيم مؤخرًا في متحف التعدين في رودابانيا جودة المشغولات الذهبية المجرية في هذه الفترة في الفورنتات الذهبية التي صنعها الحرفيون المجريون للقيصر الروسي إيفان الثالث. شهد عام 2008 الذكرى السنوية الـ 550 لحكم ماتياس، وتم عرض العديد من العناصر من مكتبته، مكتبة كورفينا (التي كانت في السابق الأكبر في أوروبا) في مكتبة سيشيني الوطنية في قلعة بودا.

## إعادة تشكيل

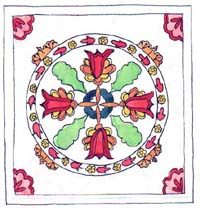
"كاسيت" سقف بزخارف التوليب في كنيسة قرية مجرية

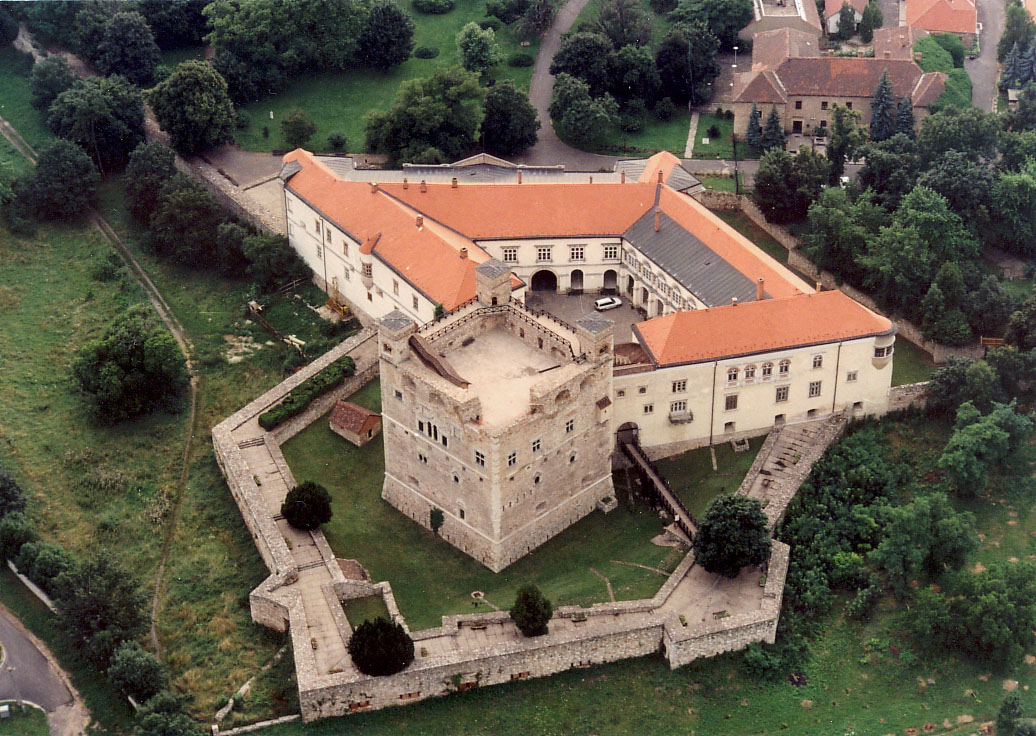
قلعة ساروسباتاك: محمية مع منطقة بيلي المحيطة بها القلعة الباروكية.

خلال نفس فترة الحروب ضد العثمانيين وبداية الفتوحات العثماني، أدى الإصلاح إلى تغيير الولاء الديني في حوالي ثلث المجر. كانت هذه الفترة أيضًا فترة تجديد للكنائس من الناحية المعمارية، حيث أظهرت المساحات الداخلية زخارف جديدة ودقيقة، خاصة في استخدام الأشكال النباتية. تعتبر أسقف "الكاسيت" أيضًا من سمات هذه الفترة.

## عمارة الحصون
ما أدت الحروب ضد الإمبراطورية العثمانية إلى تطورات كبيرة في بناء الحصون المجرية. تم بناء الحصون السابقة قبل عصر المدفعية الثقيلة، لكنها أصبحت الآن محصنة لمقاومتها. أشهر القلاع الباقية من هذه الفترة هي قلاع إيغر وأورديا وناجيكانيزسا وإرسيكويفار(نوفي زامكي في سلوفاكيا).

## إعادة بناء الباروك

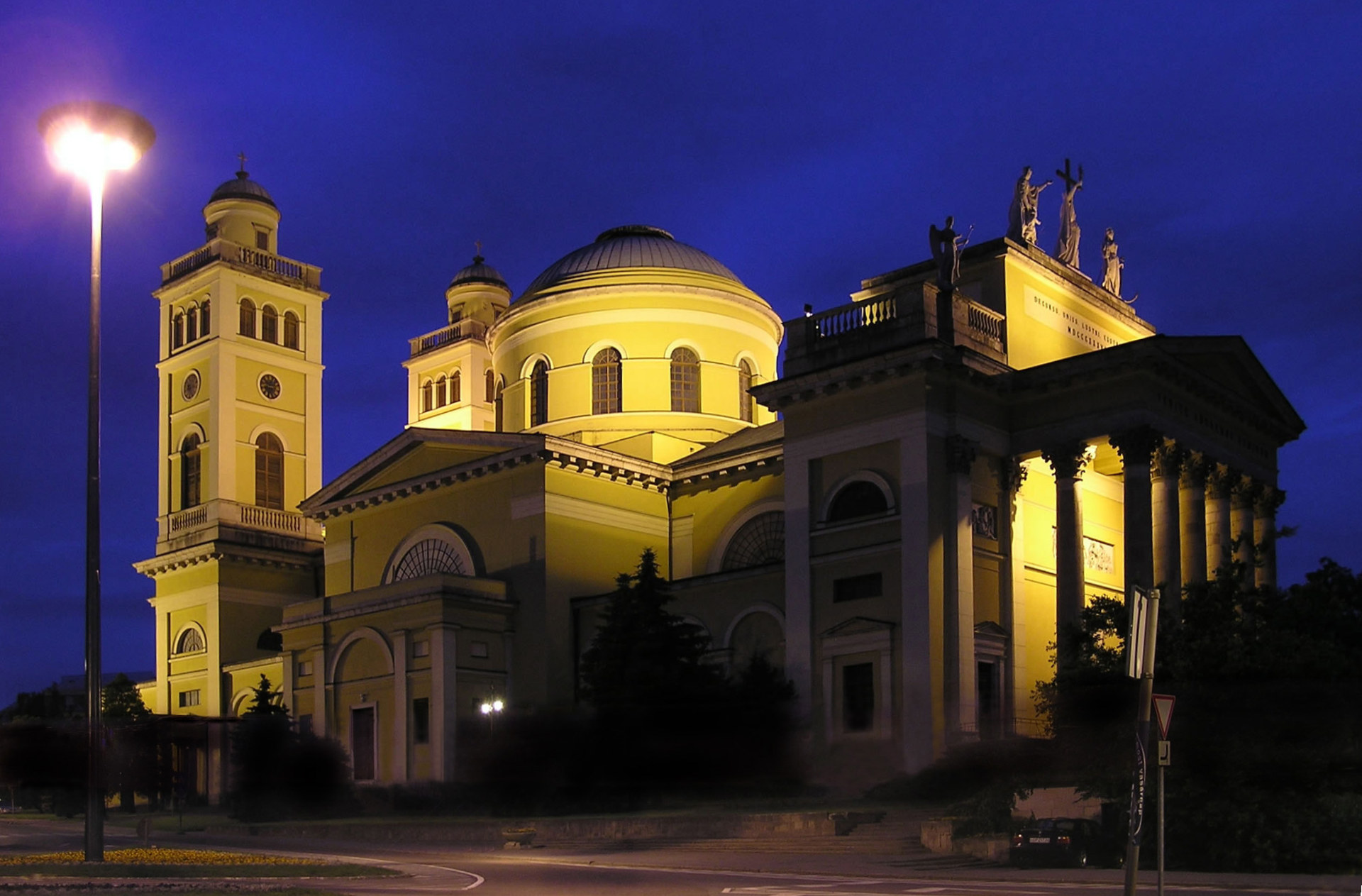
وأبرز الكاتدرائية على الطراز الكلاسيكي الجديد هي كنيسة إيجر.

بعد طرد الأتراك عام 1686، جلبت عائلة هابسبورغ الحاكمة الجديدة معها الطراز الباروكي الجديد. معظم المباني الباقية في المجر اليوم هي على هذا النمط: ليس فقط الكنائس، ولكن أيضًا القلاع، على سبيل المثال فيرتود وقاعات المدينة (سكدين) والأديرة (زيرك) والكاتدرائيات (كالوتشا) والكليات (إيجر) والقصر الملكي في بودا.

## الكلاسيكية الجديدة
بعد عصر الإصلاح، تم إحياء التقاليد اليونانية القديمة في أوائل القرن التاسع عشر، مع ما ترتب على ذلك من تشييد مباني كلاسيكية جديدة مثل المتحف الوطني المجري.

## الانفصالية
كان أودون ليخنر أحد أعظم المهندسين المعماريين في عصره، الذي خطط متحف الفنون التجارية، والمعهد الجيولوجي المجري، ومبنى بلدية كيشكاميت، وكنيسة القديس لاديسلاوس في كوبانيا، بودابست. يُطلق عليه أحيانًا اسم غاودي المجري.

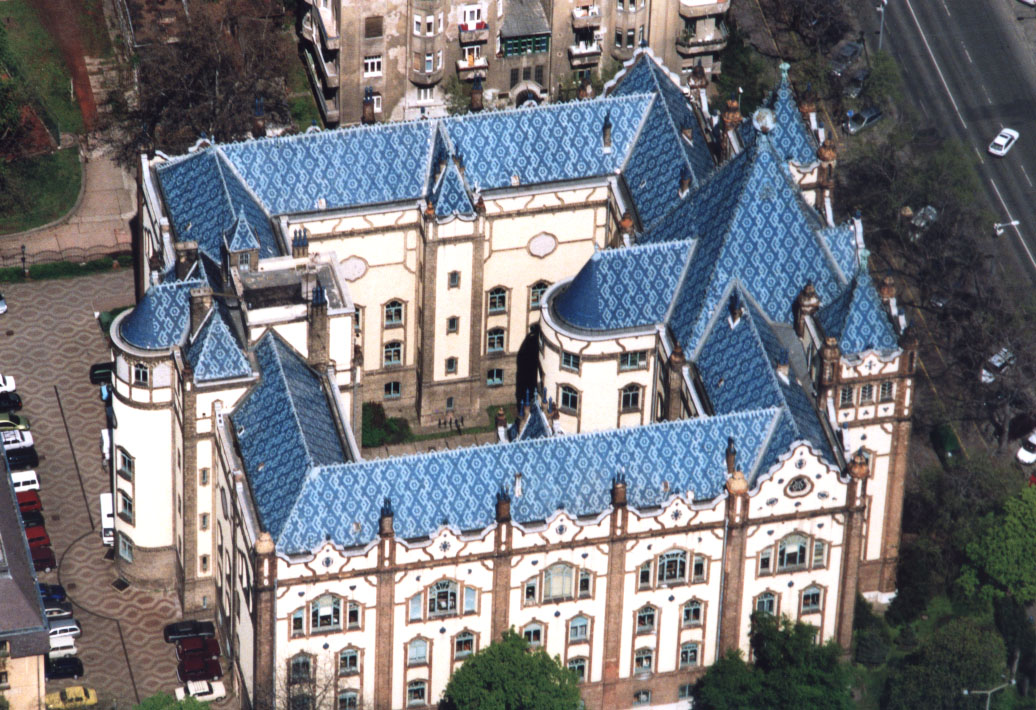
مبنى المعهد الجيولوجي المجري، بودابست.

## روابط خارجية
- "Művészettörténet - 12.hét - A magyarországi romanika". Sulinet.hu. مؤرشف من الأصل في 2021-06-11. اطلع عليه بتاريخ 2024-01-17.
- "Művészettörténet - 15.hét - A reneszánsz művészete". Sulinet.hu. مؤرشف من الأصل في 2023-04-02. اطلع عليه بتاريخ 2024-01-17.
- "Művészettörténet - 17.hét - A magyarországi reneszánsz művészete". Sulinet.hu. مؤرشف من الأصل في 2023-04-02. اطلع عليه بتاريخ 2024-01-17.
- "FUNZINE - See you there!". Funzine.hu. مؤرشف من الأصل في 2023-08-01. اطلع عليه بتاريخ 2024-01-17.